# Взяття Беверлі-Гіллз
Взяття Беверлі-Гіллз (англ. The Taking of Beverly Hills) — американський бойовик 1991 року.

## Сюжет
Добре організована банда зловмисників під прикриттям евакуації у зв'язку з помилковою аварією, викликаної витоком отруйного газу, намагається пограбувати спорожнілі будинки і магазини елітного району Беверлі-Гіллз. Але на шляху у них постає американський футболіст, який випадково заснув у ванній у своєї подружки.

## У ролях
- Кен Вол — Бумер Гейз
- Метт Фрюер — Ед Кельвін
- Гарлі Джейн Козак — Лаура Сейдж
- Роберт Даві — Роберт Мастерсон
- Лі Вінг — Варней
- Бренском Річмонд — Бенітес
- Лаймен Ворд — шеф Гілі
- Майкл Бовен — поліцейський на КПП
- Вільям Прінс — Мітчелл Сейдж
- Майкл Кехо — поліцейський / злодій 1
- Марк Гейнінг — поліцейський / злодій 2
- Джейсон Блікер — поліцейський / злодій 3
- Тоні Геніос — людина EPA
- Кен Своффорд — тренер
- Реймонд Сінгер — містер Тобісон
- Річард Брестофф — урядовець 1
- Артур Цибульскі — урядовець 2
- Майкл Олдрідж — сержант
- Джефф Бенсон — футболіст
- Боб Голік — футболіст
- Пітер Кох — футболіст
- Тесс Фолтін — гість
- Стефан Карлссон — гість
- Джек Рітшель — гість
- Тіна Скейсволл — гість
- Робін Сюзанн Скотт — гість
- Алонна Шоу — гість
- Метт Стетсон — гість
- Робін Самнерс — гість
- Скотт Веллс — гість
- Вільям Джон Мерфі — сповісник
- Генрі О. Вотсон — поліцейський на КПП
- Джордж Вайнер — мер Беверлі-Гіллз

в титрах не вказані
- Памела Андерсон — група підтримки
- Сесілія Тіхеріна — дівчина
- Хорхе Валдес Гарсія — поліцейський
- Жаклін Вольтер